# Malchów
Malchów – niewielka, peryferyjna część miasta Kędzierzyna-Koźla, położona u zachodniego wierzchołka ulicy Ujazdowskiej, w obrębie osiedla administracyjnego Sławięcice. 
Leży w północno-wschodniej części Kędzierzyna-Koźla, przy granicy z Zalesie Śląskim.

## Historia
Obszar włączony 30 października 1973 wraz ze zniesionym miastem Sławięcice do miasta Kędzierzyna, przemianowanego 3 listopada 1975 na Kędzierzyn-Koźle.